# 臺灣大道市政大樓
臺灣大道市政大樓（亦稱臺中市政府新市政大樓、臺中新市政大樓）是位於臺灣臺中市七期重劃區的官署建築，座落於臺灣大道與文心路間，由瑞士韋伯/侯佛（Weber＋Hofer AGArchitects）建築師事務所設計，並與鄰近的臺中市議會議政大樓構成「臺中新市政中心」。大樓本身以玻璃帷幕包覆，建築中央下方簍空造型形成；建築空間分別命名為文心樓（東側）、中央川堂及惠中樓（西側）。
於2010年12月25日臺中縣市合併升格生效日正式啟用，臺中縣市合併升格為直轄市後的臺中市政府以此作為主要之辦公廳舍，臺中市市長亦在此辦公。亦為臺中捷運市政府站名稱的由來。

## 簡史
- 1995年6月，時任市長林柏榕規劃在七期重劃區興建新市政中心，包含新市政大樓（由市政府使用）與議政大樓（由市議會使用）。新市政中心的設計案經過44個國家共130件徵選，最後由瑞士韋伯/侯佛建築師事務所（Weber＋Hofer AGArchitects）獲選第一名[17][18][16][19]，此建案亦為台灣首次的國際競圖；但因經費不足遲遲無法興建。
- 2003年7月，時任市長胡志強爭取到古根漢基金會同意在經費籌措無慮前提下，在臺中設立古根漢美術館之亞洲分館；原新市政中心重新規劃成「古根漢園區」，原規劃的市政與市議會大樓將改委由法蘭克·蓋瑞（畢爾包古根漢美術館建築師）重新設計[20]。9月20日行政院宣布補助古根漢新臺幣五十億元的興建經費，11月間將古根漢列入新十大建設「五年五千億」的計畫中，但遭立法院擱置。
- 2004年古根漢美術館台中分館建案先期預算遭臺中市議會擱置，古根漢基金會撤銷台中分館案，全案中止[21]。
- 2007年臺中市政府以市地重劃基金籌足經費，開始發包興建。
- 2009年4月13日，臺中縣市政府共同決議，將新市政大樓做為未來臺中直轄市的市政府所在地。
- 2010年10月10日，臺中新市政大樓完工落成[22]。
- 2010年12月25日，臺中縣市正式合併升格為直轄市，臺中新市政大樓正式啟用。

## 照片

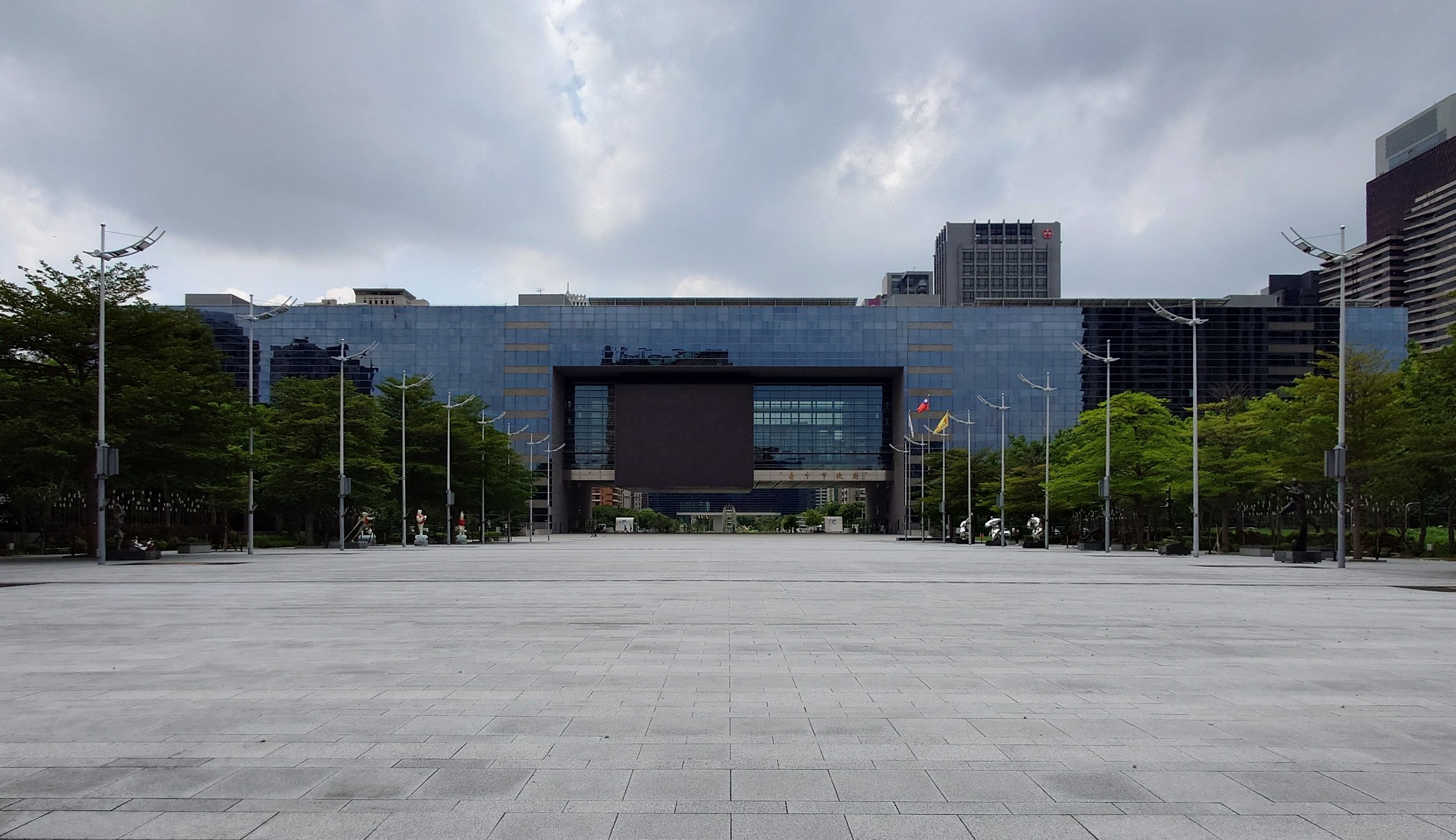
市政大樓正門與廣場
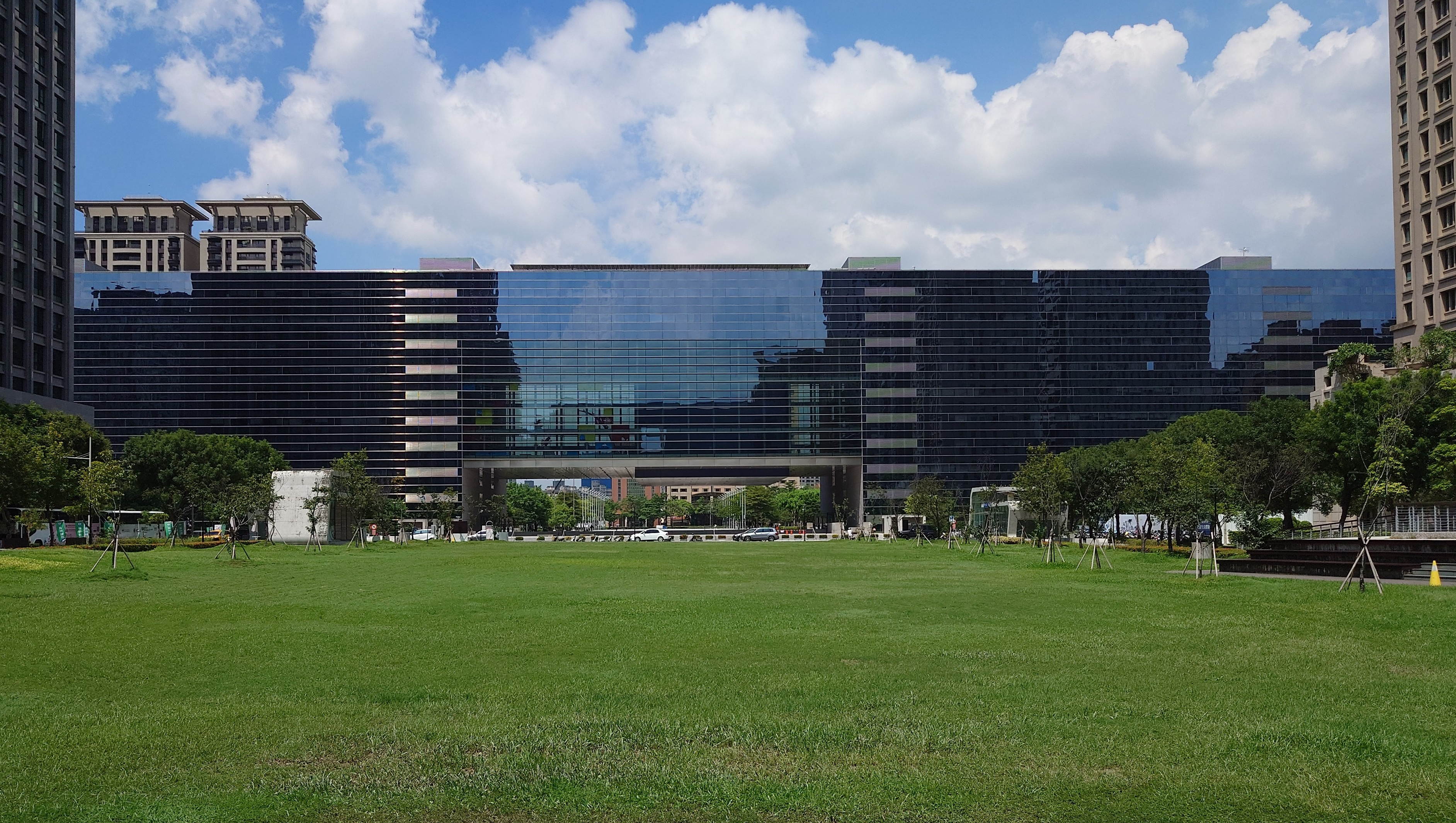
市政大樓背面與市政公園
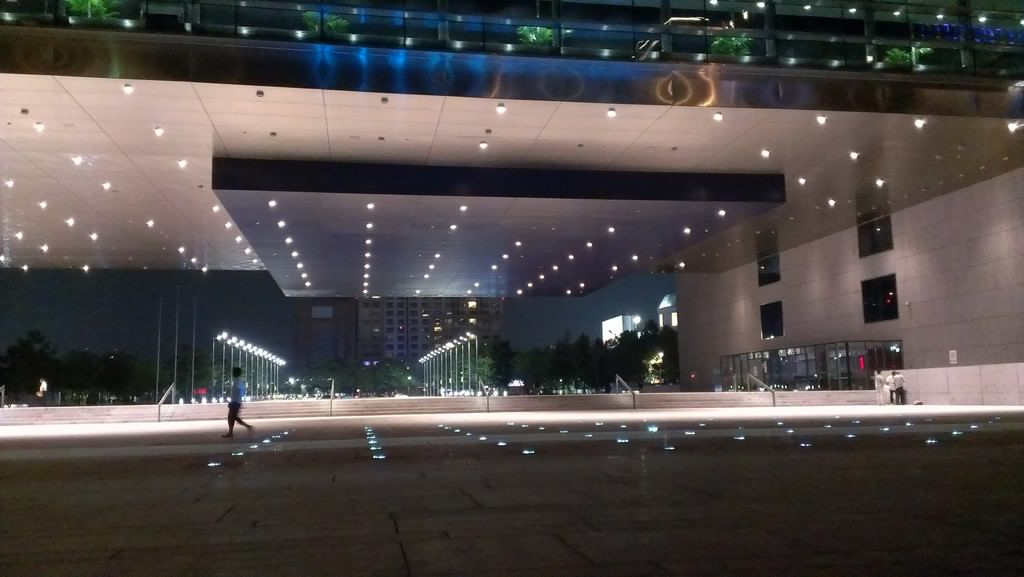
地面市政廣場
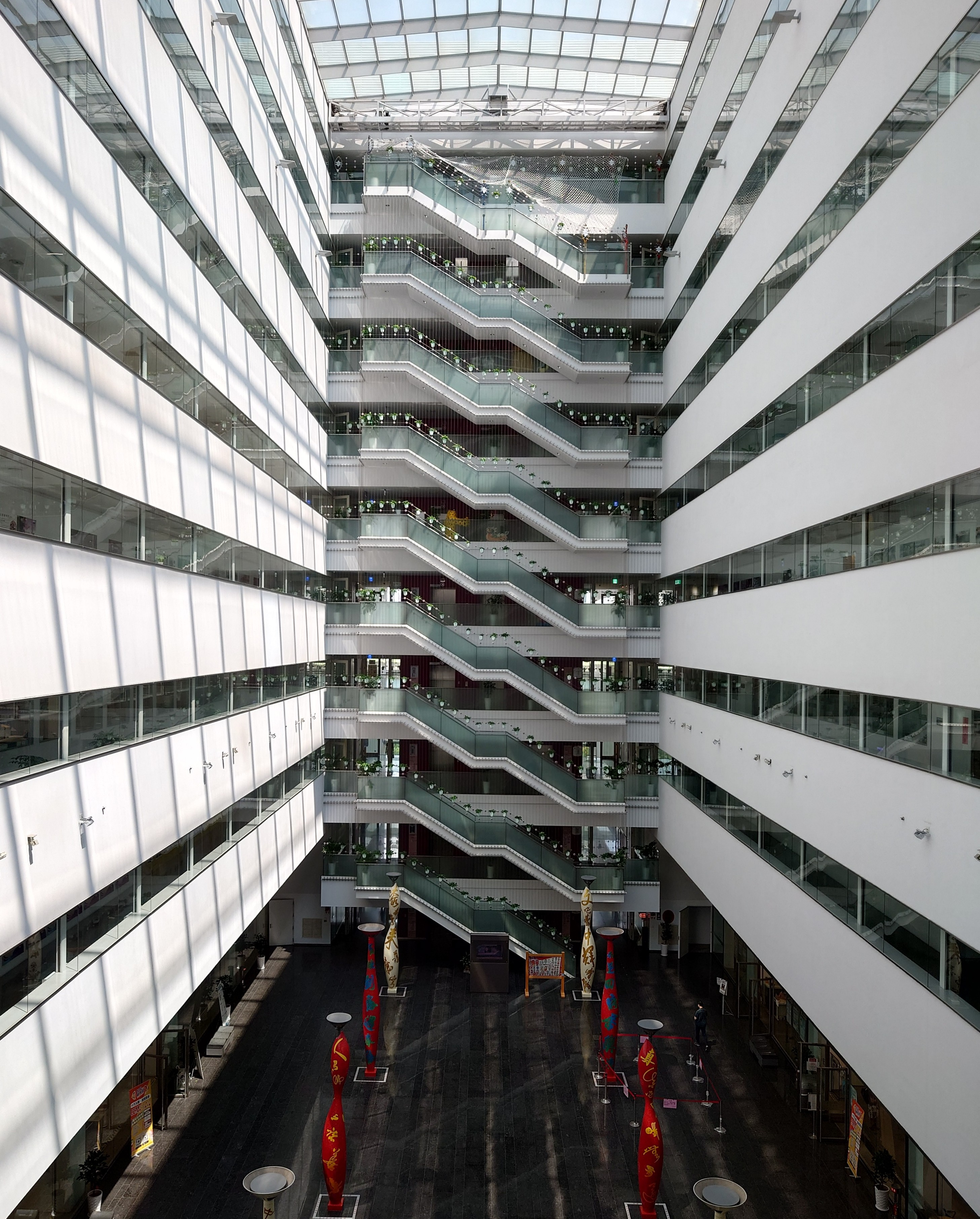
市政大樓東側中庭
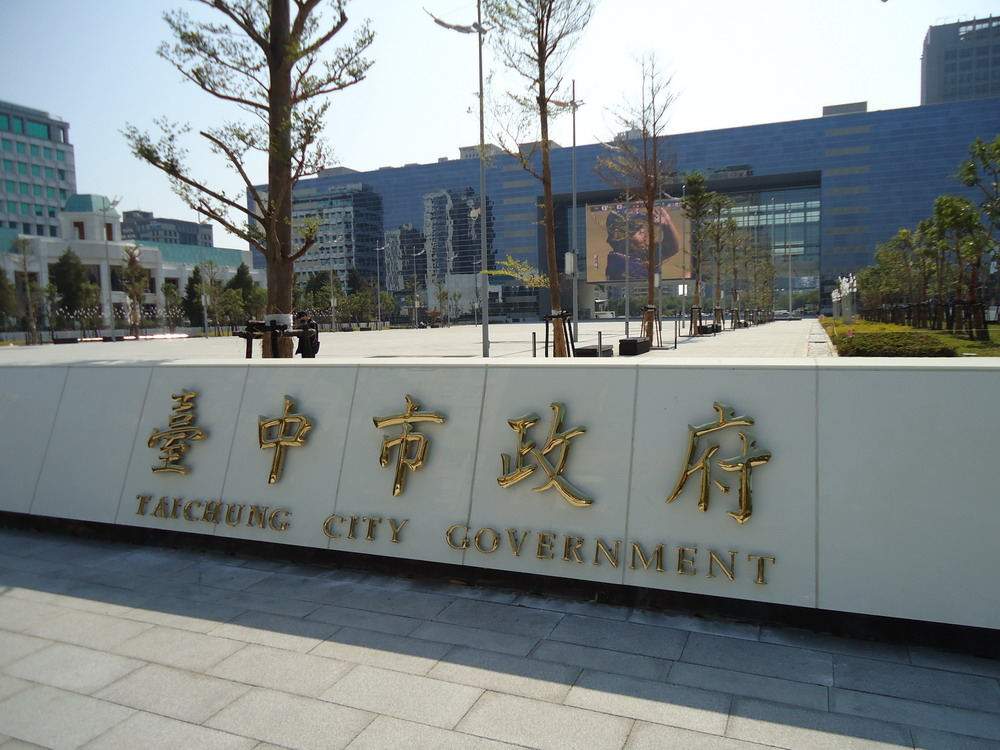
位於新市政大樓廣場北側的「臺中市政府」銜牌
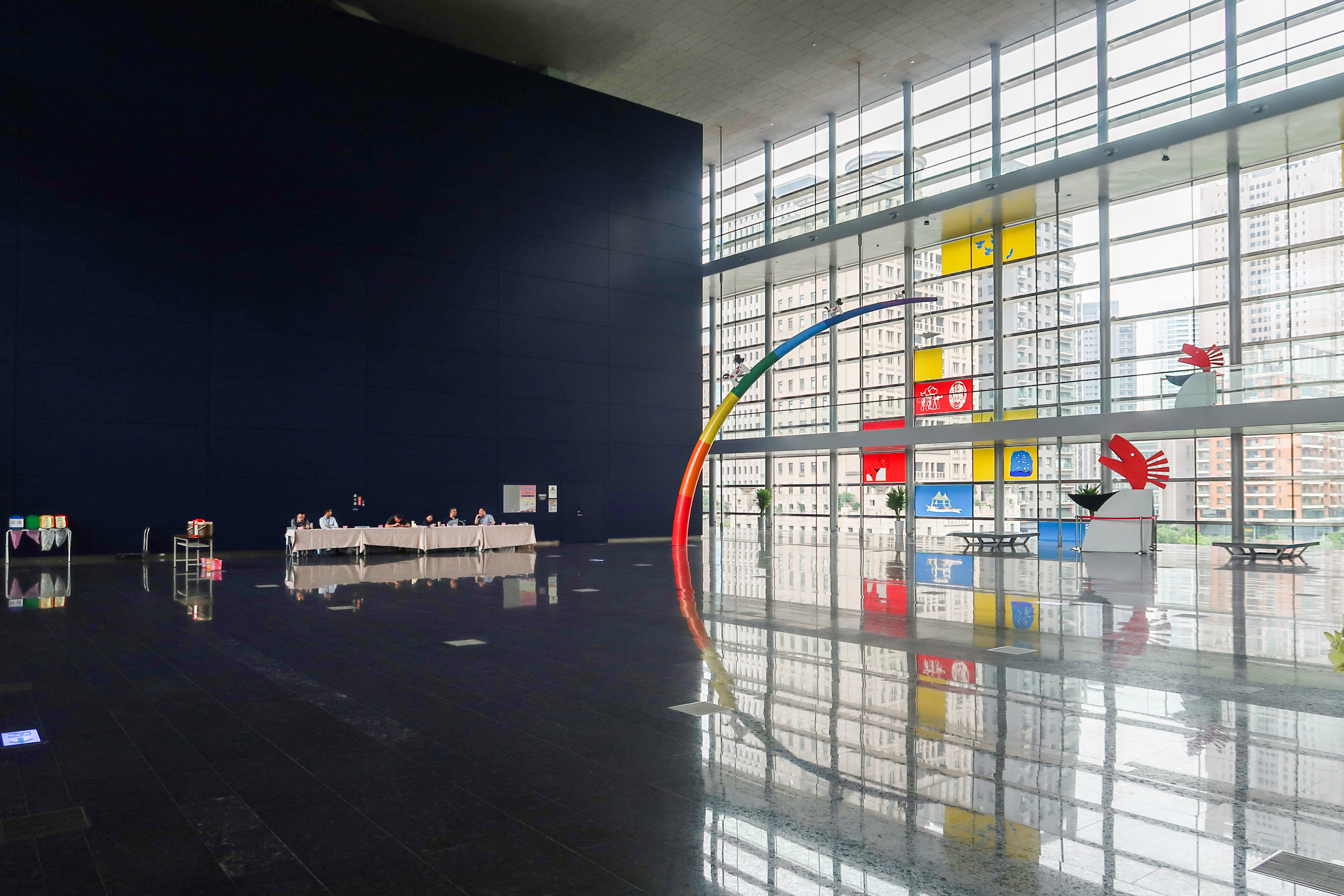
市政大樓4樓集會堂，樓底有4層樓高
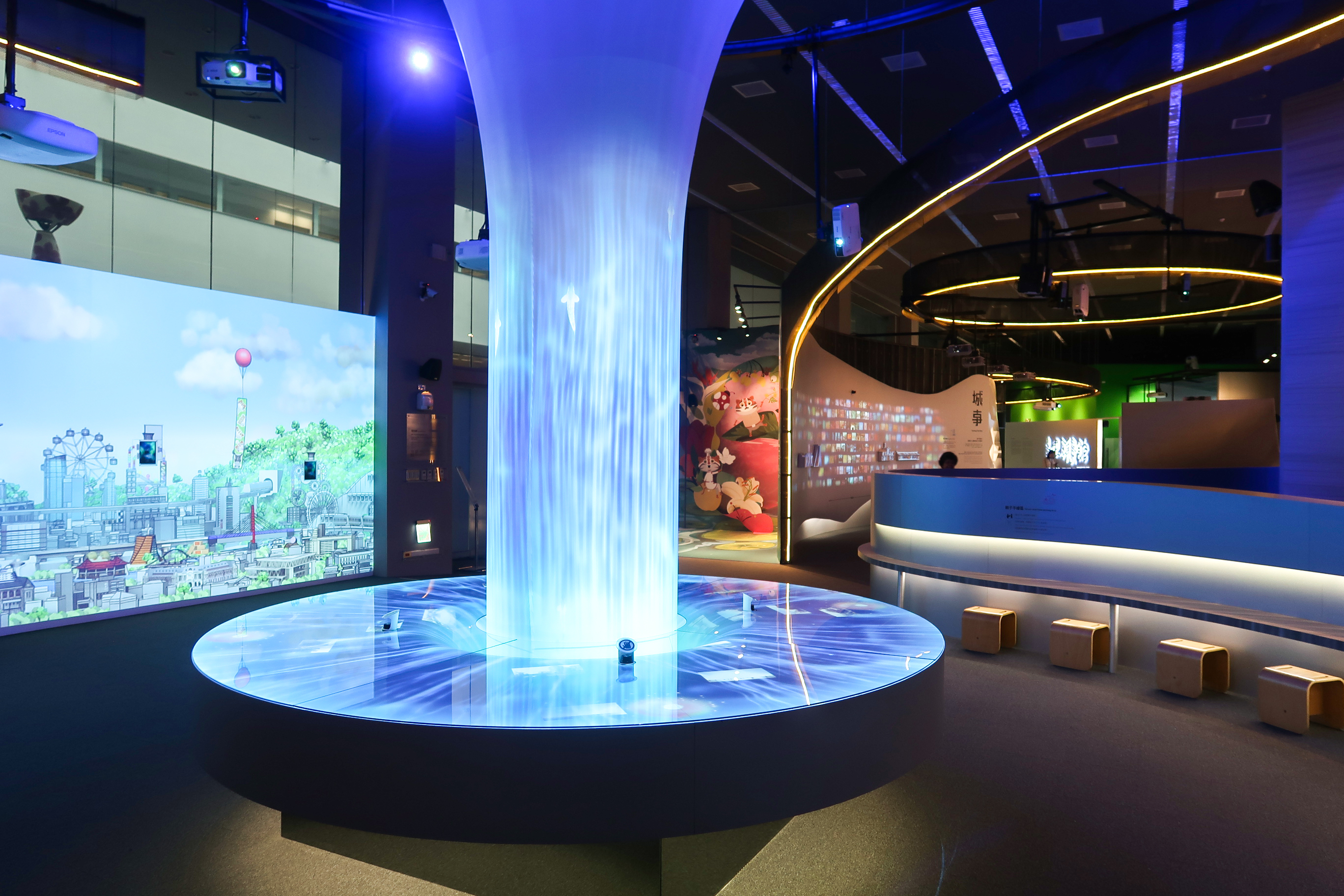
市政大樓地下設臺中願景館，以多媒體互動手法讓參觀者了解城市的發展

## 樓層配置
| 樓層 | 配置單位 | 備註                     |
| ---- | --- | ------------------------ |
| 10樓 | 建設局、法制局、運動局、消費保護官室、消費者服務中心、法律諮詢處、禮堂、員工餐廳(素食、自助餐）、員工休閒健身中心、會議室 |                          |
| 9樓  | 市長室、副市長室、秘書長室、副秘書長＆技監室、核稿室、法制局、秘書處、政風處 府本部幕僚室、901會議室、市政簡報室(大、中）、導覽簡報室、市政廳、台中廳、禮賓廳 | 空中花園                 |
| 8樓  | 文化局、新聞局、多媒體簡報及新聞發布室、記者室、會議室801 |                          |
| 7樓  | 財政局、人事處、主計處 |                          |
| 6樓  | 民政局、研究發展考核委員會、數位發展局、里長服務中心、中央資訊機房、會議室601 |                          |
| 5樓  | 經濟發展局、建設局（新建工程處）、會議室501 |                          |
| 4樓  | 勞工局、秘書處、會議室401 | 集會堂                   |
| 3樓  | 社會局、建設局、秘書處、會議室301、302、303 |                          |
| 2樓  | 社會局、秘書處、勞工局電話服務中心、警衛隊勤備室、電腦教室、政風業務訪談室、會議室暨陳情室 |                          |
| 1樓  | 庇護商店、中華郵政服務中心、臺灣銀行中都分行、7-11新市政門市、員工權益諮詢中心、新市政聯合服務中心、公文交換中心、公務人員協會辦公室、市政願景館、市府就業服務台、中央監控室、經濟發展局公司登記、研究發展考核委員會、財政局、秘書處、警察局保安警察大隊府會園區警察隊 | 戶外停車場（256車位）    |
| B1樓 | 員工餐廳（含中央廚房）、垃圾處理室、停車場（157車位） | B1、B2 機車停車格共722個 |
| B2樓 | 停車場（326車位） |                          |

## 交通

### 週邊道路
- 臺灣大道
- 文心路
- 惠中路
- 府會園道

### 大眾運輸
```
臺中捷運
```

- 綠線-市政府站

臺中市市區公車
- 台灣大道幹線 市政府站：300、301、302、303、304、305、306、307、308、309、310
- 台中客運：33、323、324、325
- 豐原客運：153
- 豐榮客運：48
- 統聯客運：23、53、73、77、326
- 中台灣客運：151、152
- 全航客運：5
- 捷順交通：359、199
- 中鹿客運：800

臺中市公共自行車租賃系統（iBike）
- 市政府（文心樓）

### 開車
可停放台中市政府地下停車場(由惠中路入口進入文心路出口離開)或是台中市政府與台中市議會中間府會園道的市政公園地下停車場 (收費每小時 20 元)

## 相關連結
- 台中市第七期市地重劃區
- 臺中市議會
- 臺中國家歌劇院

## 外部連結
- 臺灣大道市政大樓辦公空間配置圖 （页面存档备份，存于）